# 北條高史
北條 高史（ほうじょう たかし、1973年 - ）は、日本の折り紙作家。日本折紙学会評議員。「TVチャンピオン」第2代折り紙王。栃木県 高根沢町 出身。東京大学大学院理学系修士課程修了
人物系作品を得意とし、蛇腹を多種多様に使い合わせる。2013年5月からは、「gaikotsu planet（ガイコツ-プラネット）」作品群の作成を開始。彼の作品は折紙探偵団コンベンションや折紙探偵団マガジンなどで公開されている。二級知的財産技能士

## 主な作品
前述の通り作品には人物像が多い。作品の写真は外部リンクを参照。
- 剣士
- バイオリン奏者
- ガブリエル
- gaikotsu-planet GAIKOTSU PLANET
- 弥勒菩薩　-第6回折紙探偵団コンベンションに折り図を掲載
- ドラゴン - 「TVチャンピオン」の決勝戦で使用した作品[3]。
- イカロス
- 暫
- 仏像
- 魔法使い
- 金剛力士像
- ケンタウルス